# Kupang

Położenie Kota Kupang w prowincji Małe Wyspy Sundajskie Wschodnie

Kupang (indonez. Kota Kupang) – miasto w Indonezji na wyspie Timor nad Morzem Sawu; ośrodek administracyjny prowincji Małe Wyspy Sundajskie Wschodnie. Populacja wynosi ponad 465 tys. mieszkańców.
Współrzędne geograficzne 10°11′S 123°35′E/-10,183333 123,583333.
Siedziba rzymskokatolickiej archidiecezji Kupang. Największy ośrodek produkcji olejku sandałowego, rybołówstwo, połów pereł; rzemiosło artystyczne; centrum turystyczne regionu; port lotniczy; uniwersytet (zał. 1962); Muzeum Sztuki i Rzemiosła.
W XVI w. zajęte przez Portugalczyków, od XVII w. rosły wpływy holenderskiej Kompanii Wschodnioindyjskiej, która chciała przejąć produkcję i handel olejkiem sandałowym.
Rdzenni mieszkańcy Kupangu to grupa etniczna Helong, posługująca się językiem helong. Obecnie miasto jest zamieszkiwane przez różne grupy ludności, a do kontaktów międzyetnicznych służy lokalna odmiana języka malajskiego.
Port lotniczy Kupang, Port lotniczy Kupang-El Tari (IATA-Code: KOE), jest położony 8 kilometrów na wschód od miasta.

## Miasta partnerskie
- Darwin, Australia
- Zhuhai, Chińska Republika Ludowa